# Around the Fur
Around the Fur – drugi album grupy Deftones wydany w 1997 roku. Nagrany w Studio Litho w Seattle, zmiksowany w Larrabee Studios w West Hollywood, a zmasterowany w Sterling Sound w Nowym Jorku.

## Lista utworów
1. "My Own Summer (Shove It)" – 3:35
2. "Lhabia" – 4:11
3. "Mascara" – 3:45
4. "Around the Fur" – 3:31
5. "Rickets" – 2:42
6. "Be Quiet and Drive (Far Away)" – 5:08
7. "Lotion" – 3:57
8. "Dai The Flu" – 4:36
9. "Headup" – 5:12
10. "MX" – 4:47
11. "Damone" - 4:38

## Twórcy
Skład zespołu
- Chino Moreno – śpiew
- Stephen Carpenter – gitara elektryczna
- Chi Cheng – gitara basowa
- Abe Cunningham – perkusja

Udział innych
- Frank Delgado – dodatkowe dźwięki, samplowanie w utworach 1, 4, 8, 9, 10
- Max Cavalera – kompozycja, gitara, śpiew w utworze 9
- Annalynn Cunningham – śpiew w utworze 10
- Rick Kosick – fotografie
- Kevin Estrada – fotografia Dany Wellsa
- Guy Oseary – A&R
- John Vassiliou, Warren Entner – menedżment, kierunek artystyczny
- Terry Date – nagrywanie, produkcja, miksowanie
- Matt Bayles – asystent nagrywania
- Ulrich Wild – nagrywanie, miksowanie, obróbka cyfrowa
- Steve Durkee – asystent miksowania
- Ted Jensen – mastering

## Opis
Płyta została zadedykowana osobie Dany „D-Low” Wellsa (przyjaciela członków Deftones), pasierba Maxa Cavalery, który wystąpił w utworze "Headup" na płycie. Cavalera był autorem wprowadzającego riffu w tym utworze. Piosenka stała się genezą do powstania jego nowego zespołu Soulfly (w tekście padają słowa „soul fly”).
Odnosząc się do znaczenia albumu w wywiadzie z 1997 Chino Moreno stwierdził, że „brzmi, jak coś seksualnego, ale nie jest tym”.

## Odniesienia
Fragment utworu „My Own Summer (Shove It)” został wykorzystany w odcinku 4 serii IV niemieckiego serialu Kobra – oddział specjalny z 1998.